# Красимир (име)
Вижте пояснителната страница за други личности с името Красимир.
Красимѝр е българско мъжко име. Означава „украса на света“. Съществуват и женските варианти Красимира и Мира.
Името е засвидетелствано още през Средновековието.
Някои автори го приемат го за тъждествено с името на хърватския владетел Крешимир.
Според етнолозите името Красимир възниква през Възраждането като свободен превод на гръцкото Козма. Съответно, именият ден на хората с име Красимир, Красимира и производните им е на 1 юли — тогава Българската православна църква почита светите безсребреници Козма и Дамян.

## Известни хора с това име
- Красимир Анев – български биатлонист
- Красимир Аврамов – български певец
- Красимир Балъков – български футболист
- Красимир Борисов – български футболист
- Красимир Чомаков – български футболист
- Красимир Гайдарски – български волейболист
- Красимир Стефанов – български волейболист
- Красимир Стоянов – български космонавт
- Красимира Богданова – българска баскетболистка
- Красимира Гюрова – българска баскетболистка
- Красимира Колдамова – българска примабалерина